# Ecuación de primer grado
Una ecuación de primer grado o ecuación lineal es una ecuación algebraica que involucra  solamente sumas y restas de una variable a la primera potencia. En la enseñanza secundaria se abordan con mucho énfasis las de una y dos variables.
En matemáticas, una ecuación lineal es una ecuación que se puede plantear de la forma
{\displaystyle a_{1}x_{1}+\ldots +a_{n}x_{n}+b=0,} donde {\displaystyle x_{1},\ldots ,x_{n}} son las variables (o desconocidas), y {\displaystyle b,a_{1},\ldots ,a_{n}} son los coeficientes, que suelen ser números reales. Los coeficientes pueden considerarse parámetros de la ecuación y pueden ser expresiones arbitrarias, siempre que no contengan ninguna de las variables. Para obtener una ecuación con sentido, se requiere que los coeficientes {\displaystyle a_{1},\ldots ,a_{n}} no sean todos cero.
Alternativamente, se puede obtener una ecuación lineal igualando a cero un polinomio lineal sobre algún campo, del que se toman los coeficientes.
La solución de una ecuación de este tipo son los valores que, al sustituir a las incógnitas, hacen que la igualdad sea cierta.
En el caso de una sola variable, existe exactamente una solución (siempre que {\displaystyle a_{1}\neq 0}). A menudo, el término ecuación lineal se refiere implícitamente a este caso particular, en el que la variable se denomina sensiblemente la incógnita.
En el caso de dos variables, cada solución puede interpretarse como las coordenadas cartesianas de un punto del plano euclídeo. Las soluciones de una ecuación lineal forman una línea en el plano euclídeo y, a la inversa, toda recta puede verse como el conjunto de todas las soluciones de una ecuación lineal en dos variables. Éste es el origen del término lineal para describir este tipo de ecuación. De forma más general, las soluciones de una ecuación lineal en n variables forman un hiperplano (un subespacio de dimensión n - 1) en el espacio euclídeo de dimensión n.
Las ecuaciones lineales aparecen con frecuencia en todas las matemáticas y en sus aplicaciones en física e ingeniería, en parte porque los sistema de ecuaciones no lineales suelen estar bien aproximados por ecuaciones lineales.
Este artículo considera el caso de una ecuación simple con coeficientes del campo de los números realess, para la que se estudian las soluciones reales. Todo su contenido se aplica a las soluciones de complejos y, de forma más general, a las ecuaciones lineales con coeficientes y soluciones en cualquier campo. Para el caso de varias ecuaciones lineales simultáneas, véase sistema de ecuaciones lineales.

## Ecuación de primer grado con una incógnita
En Argentina, este tipo de ecuaciones están incorporados en los Núcleos de Aprendizajes Prioritarios (NAP) para abordar en los primeros años de la Educación Secundaria para saber usar estrategias algebraicas para encontrar soluciones.
| Ecuación de primer grado y una variable {\displaystyle ax+b=0\;,\quad a\neq 0} |

Una ecuación de una variable {\displaystyle mx+n=0} definida sobre un cuerpo {\displaystyle \mathbb {K} }, es decir, con {\displaystyle \{m,n,x\}\subset \mathbb {K} ,m\neq 0} donde x es la variable, admite la siguiente solución:

{\displaystyle x=-{\frac {n}{m}}}

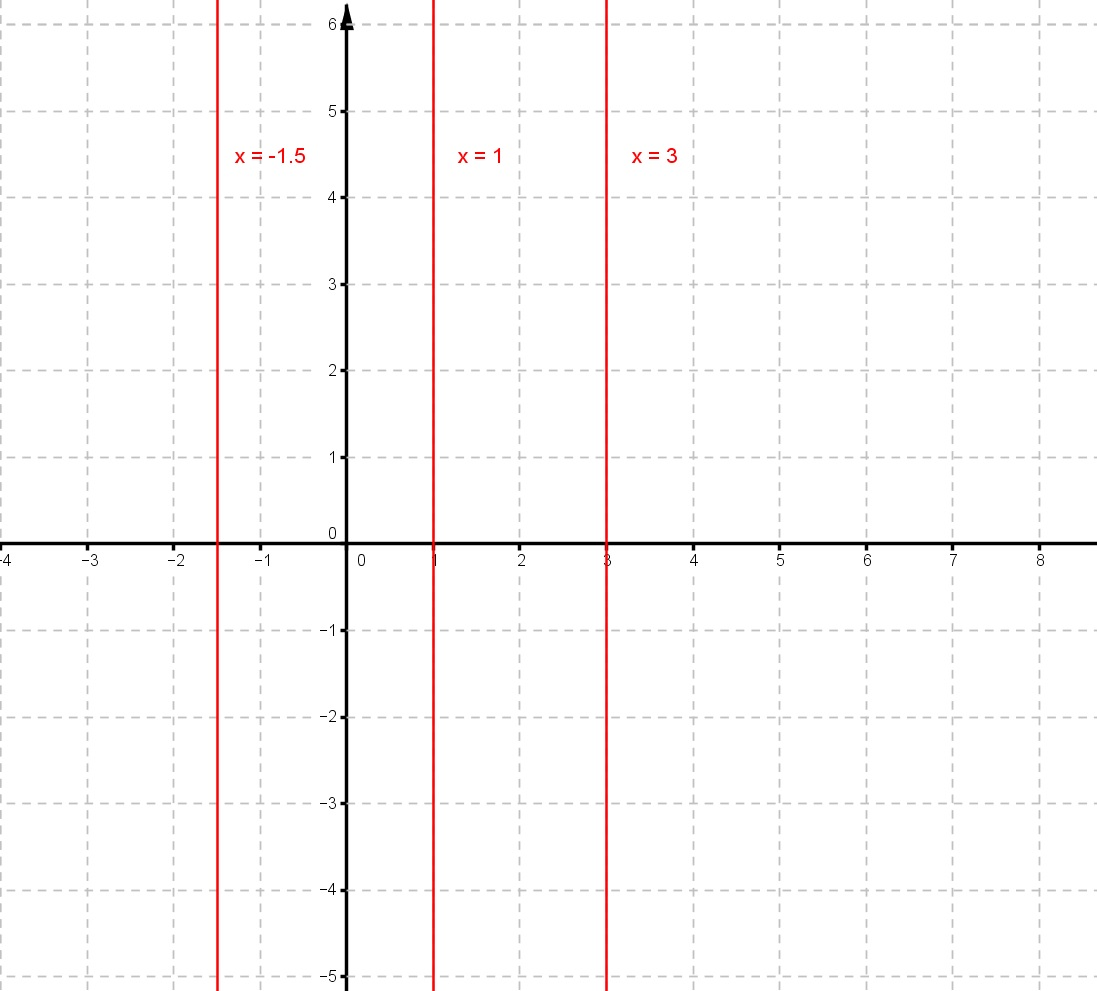
Ejemplo: ecuación de una variable

La solución de una ecuación lineal de una variable, se puede representar en una gráfica con una recta paralela al eje vertical
Cuando tanto la incógnita como los coeficientes son elementos de un anillo que no es un cuerpo, el asunto es más complicado ya que sólo existirán soluciones cuando m divide a n, si el anillo es un dominio de integridad:

{\displaystyle \exists k:n=m\cdot k\Rightarrow x=-k}

## Ecuaciones de primer grado con dos incógnitas

Ejemplo gráfico de ecuaciones lineales.

La incorporación de dos variables a las ecuaciones lineales produce que se puedan interpretar relaciones matemáticas entre ellas. La educación secundaria aborda este concepto a través de la modelización matemática de situaciones problemáticas.
Una de las formas algebraicas más utilizada en las ecuaciones lineales de dos variables es :

{\displaystyle y=mx+n};

También se conoce como forma explícita.
Donde {\displaystyle m} representa la pendiente y el valor de {\displaystyle n} determina el punto donde la recta corta al eje Y (la ordenada al origen).
En el sistema cartesiano las ecuaciones lineales con dos incógnitas representan rectas. 
Algunos ejemplos de ecuaciones lineales con dos incógnitas pueden ser los siguientes: 

{\displaystyle 3x+2y=5}
{\displaystyle 3x+y-5=-7x+4y+3}

Algunos necesitan de la utilización de técnicas algebraicas para representarlas como la forma explícita de las rectas.

## Formas alternativas

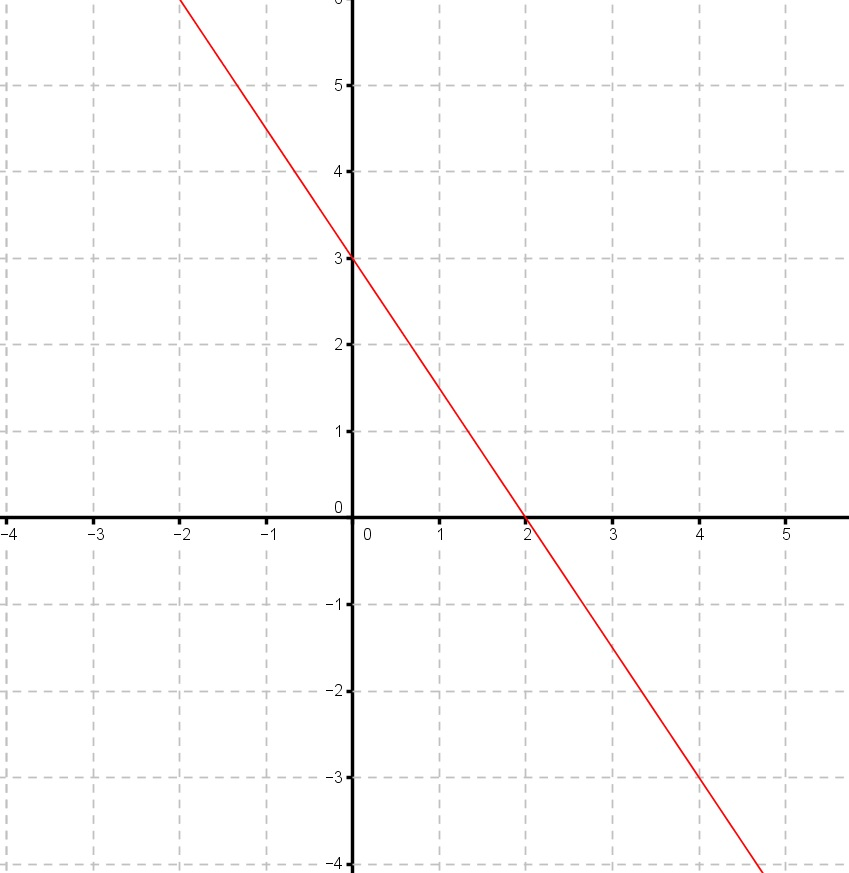
Ejemplo de forma segmentaria:x/2 + y/3 = 1

Formas complejas como las anteriores pueden reescribirse usando las reglas del álgebra elemental en formas más simples. Las letras mayúsculas representan constantes, mientras x e y son variables.
- Ecuación general

{\displaystyle Ax+By+C=0}
Aquí A y B no son ambos cero. Representa una línea en el cartesiano. Es posible             encontrar los valores donde x y y se anulan.
- Ecuación segmentaria o simétricaEjemplo de forma segmentaria:x/2 + y/3 = 1

{\displaystyle {\frac {x}{E}}+{\frac {y}{F}}=1}
Aquí ni E ni F no pueden ser cero. El gráfico de esta ecuación corta al eje X y al eje Y en E y F respectivamente.
- Forma paramétrica

1. {\displaystyle x=Ut+x_{0}}
2. {\displaystyle y=Vt+y_{0}}

Dos ecuaciones que deben cumplirse de manera simultánea, cada una en la variable t. Puede convertirse a la forma general despejando t en ambas ecuaciones e igualando. En esta representación puede afirmarse que la recta pasa por el punto {\displaystyle (x_{0},y_{0})} y forma con el eje de abcisas un ángulo cuya tangente satisface: {\displaystyle \tan \alpha =V/U}
- Casos especiales:

{\displaystyle y=F} Un caso especial es la forma estándar donde {\displaystyle A=0} y {\displaystyle B=1} . El gráfico es una línea horizontal sin intersección con el eje X o (si F = 0) coincidente con ese eje
{\displaystyle x=E}

Otro caso especial de la forma general donde {\displaystyle A=1} y {\displaystyle B=0}. El gráfico es una línea vertical, interceptando el eje X en E.
{\displaystyle 0=0}
En este caso, todas las variables fueron canceladas, dejando una ecuación que es verdadera en todos los casos. La forma original (no una tan trivial como la del ejemplo), es llamada identidad. El gráfico es todo el plano cartesiano, ya que lo satisface todo par de números reales x e y.
Nótese que si la manipulación algebraica lleva a una ecuación como 1 = 0 entonces la original es llamada inconsistente, o sea que no se cumple para ningún par de números x e y. Un ejemplo podría ser: {\displaystyle 3x+2=3x}.
Adicionalmente podría haber más de dos variables, en ecuaciones simultáneas. Para más información véa: Sistema lineal de ecuaciones.

## Ecuación lineal en el espacio dimensional

La solución de una ecuación lineal real con tres incógnitas es generalmente un plano.

Las ecuaciones lineales de varias variables admiten también interpretaciones geométricas, cuando los coeficientes de la ecuación pertenecen a un cuerpo. Así una función lineal de dos variables de la forma siguiente

{\displaystyle f(x,y)=a_{1}x+a_{2}y}

representa una recta en un plano. En varias variables asumiendo que tanto las variables {\displaystyle x_{i}\in \mathbb {K} } y los coeficientes {\displaystyle a_{i}\in \mathbb {K} }, donde {\displaystyle \mathbb {K} } es un cuerpo entonces una ecuación lineal como la siguiente:

{\displaystyle f(x_{1},x_{2},...,x_{n})=a_{1}x_{1}+a_{2}x_{2}+...+a_{n}x_{n}}

representa un hiperplano de n-1 dimensiones en el espacio vectorial n-dimensional {\displaystyle \mathbb {K} ^{n}}.

### Sistemas de ecuaciones lineales
Los sistemas de ecuaciones lineales expresan varias ecuaciones lineales simultáneamente y admiten un tratamiento matricial. Para su resolución debe haber tantas ecuaciones como incógnitas y el determinante de la matriz ha de ser real y no nulo. Geométricamente corresponden a intersecciones de líneas en un único punto (sistema lineal de dos ecuaciones con dos incógnitas), planos en una recta (dos ecuaciones lineales de tres incógnitas) o un único punto (tres ecuaciones lineales de tres incógnitas). Los casos en los que el determinante de la matriz es nulo no poseen solución.

{\displaystyle \left\{{\begin{array}{rrrcr}5\,x&-3\,y&+4\,z&=&8\\-3\,x&+2\,y&+6\,z&=&5\\4\,x&-5\,y&+3\,z&=&3\end{array}}\right.}

Si se consideran n ecuaciones de primer grado linealmente independientes definidas sobre un cuerpo entonces existe solución única para el sistema si se dan las condiciones del teorema de Rouché-Frobenius, que puede ser calculada mediante la regla de Cramer que es aplicable a cualquier cuerpo. Si las ecuaciones no son linealmente independientes o no se dan las condiciones del teorema la situación es más complicada. Si el sistema se plantea sobre un anillo conmutativo que no sea un cuerpo, la existencia de soluciones es también más complejas.

## Linealidad
Una función definida sobre un espacio vectorial es lineal si y solo si se cumple con la siguiente proposición: 

{\displaystyle f(x+y)=f(x)+f(y)}
{\displaystyle f(\alpha x)=\alpha f(x)}

Donde α es cualquier escalar. También se llama a f operador lineal.

## Más de dos variables
Siempre se puede suponer que una ecuación lineal con más de dos variables tiene la forma
{\displaystyle a_{1}x_{1}+a_{2}x_{2}+\cdots +a_{n}x_{n}+b=0.}
El coeficiente b, a menudo denotado a0 se denomina el término constante (a veces el término absoluto en los libros antiguos). Según el contexto, el término coeficiente puede reservarse para el ai con i > 0.
Cuando se trata de {\displaystyle n=3} variables, es habitual utilizar {\displaystyle x,\;y} y {\displaystyle z} en lugar de variables indexadas.
Una solución de una ecuación de este tipo es una n-tupla tal que la sustitución de cada elemento de la tupla por la variable correspondiente transforma la ecuación en una igualdad verdadera.
Para que una ecuación tenga sentido, el coeficiente de al menos una variable debe ser distinto de cero. Si cada variable tiene un coeficiente cero, entonces, como se ha mencionado para una variable, la ecuación es o bien inconsistente (para b ≠ 0) por no tener solución, o bien todas las n-tuplas son soluciones.
Las n-tuplas que son soluciones de una ecuación lineal en n variables son las coordenadas cartesianas de los puntos de un (n - 1) hiperplano dimensional en un n-dimensional espacio euclidiano. espacio euclídeo (o espacio afín si los coeficientes son números complejos o pertenecen a cualquier campo). En el caso de tres variables, este hiperplano es un plano.
Si se da una ecuación lineal con aj ≠ 0, entonces la ecuación se puede resolver para xj, dando como resultado 
{\displaystyle x_{j}=-{\frac {b}{a_{j}}}-\sum _{i\in \{1,\ldots ,n\},i\neq j}{\frac {a_{i}}{a_{j}}}x_{i}.}
Si los coeficientes son número reales, esto define una función de valor real de n variables reales.

## Aplicaciones
Las ecuaciones lineales con coeficientes reales son las ecuaciones más sencillas tanto de expresar como de resolver. Por tanto, son de interés en la pedagogía de las matemáticas, para enseñar la aplicación del método de resolución general: plantear una ecuación, aplicar un método de resolución.
Desde un punto de vista concreto, un cierto número de fenómenos físicos pueden ser modelados por una ley lineal (o ley proporcional). Una ecuación lineal es la expresión de un problema cuyo fenómeno puede ser modelado por dicha ley.
Asimismo, otros fenómenos más complejos pueden ser modelados teniendo en cuenta una forma lineal:
- ya sea transformándola mediante una función, o cambiando la variable; por ejemplo, una ley de potencia y = Kxn (donde K y n son constantes) se transforma en una ley lineal aplicando el logaritmo, ln y = ln K + n ln x;
- ya sea por linealización, por ejemplo por expansión en serie del primer orden.